# Steve Peat
Steve Peat (Chapeltown, 17 de junho de 1974) é um desportista britânico que competiu no ciclismo de montanha nas disciplinas de descida e eeslalon dual.
Ganhou cinco medalhas no Campeonato Mundial de Ciclismo de Montanha entre os anos 2000 e 2009, e quatro medalhas no Campeonato Europeu de Ciclismo de Montanha entre os anos 2000 e 2005.

## Palmarés internacional
| Campeonato Mundial | Campeonato Mundial      | Campeonato Mundial | Campeonato Mundial |
| Ano                | Lugar                   | Medalha            | Competição         |
| ------------------ | ----------------------- | ------------------ | ------------------ |
| 2000               | Serra Nevada ( Espanha) | Medalha de prata   | Descida            |
| 2001               | Vail ( Estados Unidos)  | Medalha de prata   | Descida            |
| 2002               | Kaprun ( Áustria)       | Medalha de prata   | Descida            |
| 2008               | Val di Sole ( Itália)   | Medalha de prata   | Descida            |
| 2009               | Camberra ( Austrália)   | Medalha de ouro    | Descida            |
| Campeonato Europeu |                         |                    |                    |
| Ano                | Lugar                   | Medalha            | Competição         |
| 2000               | Vars ( França)          | Medalha de ouro    | Descida            |
| 2000               | Vars ( França)          | Medalha de prata   | Dual               |
| 2004               | Wałbrzych ( Polónia)    | Medalha de ouro    | Descida            |
| 2005               | Commezzadura ( Itália)  | Medalha de bronze  | Descida            |